# Смоук-Райз (Алабама)
Смоук-Райз (англ. Smoke Rise) — переписна місцевість (CDP) в США, в окрузі Блаунт штату Алабама. Населення — 1661 особа (2020).

## Географія
Смоук-Райз розташований за координатами 33°52′47″ пн. ш. 86°49′20″ зх. д. / 33.87972° пн. ш. 86.82222° зх. д. (33.879717, -86.822301).  За даними Бюро перепису населення США в 2010 році переписна місцевість мала площу 16,73 км², з яких 16,70 км² — суходіл та 0,03 км² — водойми. В 2017 році площа становила 15,04 км², з яких 15,01 км² — суходіл та 0,03 км² — водойми.

## Демографія
Згідно з переписом 2010 року, у переписній місцевості мешкало 1825 осіб у 692 домогосподарствах у складі 566 родин. Густота населення становила 109 осіб/км².  Було 715 помешкань (43/км²).
Расовий склад населення:
| - 98,0 % — білих - 0,5 % — корінних американців - 0,5 % — чорних або афроамериканців - 0,1 % — азіатів |

До двох чи більше рас належало 0,8 %. Частка іспаномовних становила 0,7 % від усіх жителів.
За віковим діапазоном населення розподілялося таким чином: 21,1 % — особи молодші 18 років, 62,4 % — особи у віці 18—64 років, 16,5 % — особи у віці 65 років та старші. Медіана віку мешканця становила 44,4 року. На 100 осіб жіночої статі у переписній місцевості припадало 94,4 чоловіків;  на 100 жінок у віці від 18 років та старших — 91,5 чоловіків також старших 18 років.
Середній дохід на одне домашнє господарство  становив 85 495 доларів США (медіана — 86 310), а середній дохід на одну сім'ю — 86 029 доларів (медіана — 85 655). За межею бідності перебувало 5,0 % осіб, у тому числі 5,5 % дітей у віці до 18 років та 0,0 % осіб у віці 65 років та старших.
Цивільне працевлаштоване населення становило 1048 осіб. Основні галузі зайнятості: освіта, охорона здоров'я та соціальна допомога — 25,1 %, виробництво — 22,1 %, роздрібна торгівля — 15,3 %, публічна адміністрація — 9,2 %.